# Neaera
Neaera – niemiecka grupa muzyczna z Münster wykonująca melodic death metal / metalcore.

## Historia
Nazwa grupy pochodzi od imienia córki Niobe i Amfiona – postaci z mitologii greckiej. Postać ta została zrodzona w niewoli seksualnej i nie potrafiła się uwolnić od tej przeszłości w późniejszym czasie swojej wolności.
We wrześniu 2015 zespół wydał oświadczenie informujące o rozwiązaniu działalności. W grudniu tego roku grupa zagrała pożegnalne koncerty podczas trasy pt. Darkness Over Xmas Tour.
W grudniu 2019 ogłoszono reaktywację zespołu w niezmienionym składzie personalnym, a 28 lutego 2020 premierę miał kolejny album, zatytułowany Neaera, wydany nakładem Metal Blade Records.

## Dyskografia
| 2005                           | The Rising Tide of Oblivion - Data: 21 marca 2005 - Wydawca: Metal Blade Records  | –  |
| 2006                           | Let the Tempest Come - Data: 7 kwietnia 2006 - Wydawca: Metal Blade Records       | –  |
| 2007                           | Armamentarium - Data: 24 sierpnia 2007 - Wydawca: Metal Blade Records             | 65 |
| 2009                           | Omnicide - Creation Unleashed - Data: 25 maja 2009 - Wydawca: Metal Blade Records | 51 |
| 2010                           | Forging the Eclipse - Data: 22 października 2010 - Wydawca: Metal Blade Records   | –  |
| 2013                           | Ours Is the Storm - Data: 1 marca 2013 - Wydawca: Metal Blade Records             | 48 |
| 2020                           | Neaera - Data: 28 lutego 2020 - Wydawca: Metal Blade Records                      |    |
| „—” pozycja nie była notowana. |                                                                                   |    |

## Teledyski
| Rok  | Tytuł                  | Album                         | Źródło |
| ---- | ---------------------- | ----------------------------- | ------ |
| 2006 | „Let The Tempest Come” | Let The Tempest Come          | [ 15 ] |
| 2009 | „Prey To Anguish"      | Omnicide - Creation Unleashed | [ 15 ] |
| 2011 | „Heaven´s Descent"     | Forging The Eclipse           | [ 15 ] |
| 2013 | „Decolonize The Mind"  | Ours Is The Storm             | [ 15 ] |
| 2019 | „Torchbearer"          | Neaera                        |        |